# Rosaura Andreu
Rosaura Andreu (Cuba, 1922 – Orlando, Florida, Estados Unidos, 21 de noviembre de 2010) fue una actriz cubana que se destacó como presentadora de televisión en Puerto Rico.

## Biografía
Andreu, quien desarrolló una carrera como actriz en su país, abandonó Cuba antes de 1959 llegando a Puerto Rico justamente durante el desarrollo de la televisión en esta isla. Quedó conocida ante la audiencia infantil con programas como Romper Room con Berta y otros.
En la década de los 70 el público boricua la reconoce en programas como El Show de Titi Chagua trasmitido en cadena nacional por el canal público WIPR-TV. Gana el corazón de la teleaudiencia como Titi Chagua, incluso de niños y pequeños que la veían por vez primera y que desconocían su trabajo anterior. Tras varios años de comenzado el show la actriz comienza a perder su identidad como Rosaura Andreu, siendo conocida desde entonces como Titi Chagua, hecho que la conmocionaba mucho.
El show tenía entonces una fuerte competencia de otros programas infantiles transmitidos por otras cadenas en Puerto Rico, como El show de Sandra Zaiter por la WRIK/WLUZ, El show de Pacheco (con Joaquín Monserrat como Pacheco) por la WAPA-TV y El show del Tío Nobel por la WKAQ-TV. Los cuatro principales shows infantiles en el aire en esa época eran transmitidos en el mismo horario cada día de la semana para competir entre ellos (El Show del Tío Nobel aparecía además en las ediciones matutinas de sábado y domingo).
No obstante, el show de Rosaura Andreu se mantiene en pantalla hasta 1987. En este mismo año participó en la telenovela de MeCa Producciones La isla donde interpretó el papel de Amelia. En 1988 actuó en la telenovela de MeCa Producciones Ave de paso y después, también para Producciones MeCa en La otra donde interpretó el papel de Lola. Rosaura Andreu estableció una bonita amistad con Monserrate hasta la muerte de éste en 1996 y sostenía aún amistad con Sandra Zaiter y con Nobel Vega (Tío Nobel) quienes radican en Miami, Florida. Todos entendían que su misión era brindar a los niños puertorriqueños shows televisivos orientados directamente a las familias, punto de vista que les permitió mantener una estrecha amistad entre ellos por décadas.
Retirada de los shows televisivos, Rosaura vivió en Orlando, Florida.
Andreu falleció en su hogar de Orlando, el 21 de noviembre de 2010.